# カネマン
カネマンは、株式会社越後屋が東京都多摩地域で展開しているスーパーマーケットチェーン。

## 概要
生鮮食品を中心とした小型スーパーマーケットの店舗を展開しており、東京都多摩地域のほか2015年までは埼玉県にも店舗を展開していた。
2016年8月に株式会社ファミリーマートと共同で東京都では初となるコンビニエンスストアとスーパーマーケットの一体型店舗を開店。

## 沿革
- 1955年 - 創業
- 1970年 - 設立
- 1989年 - スーパーマーケットに業態転換を開始
- 1990年 - 協同組合事業セルコチェーン加盟
- 2020年 - 商号および登記上の本店所在地変更

## 店舗
トーワ店および野口店は、同じくセルコチェーン加盟企業であるエコス（たいらや）の旧店舗跡に開店。